# Лукьянов, Степан Миронович
Степан Миронович Лукьянов (род. 7 марта 1976, Москва) — российский художник, сценограф, дизайнер. 
Арт-директор Электротеатра Станиславский. Один из создателей и арт-директор
 Московского музея дизайна — первого и единственного в России музея дизайна, арт-директор киноклуба Сине Фантом, член Московского Союза Художников.
Преподаватель и куратор в Школе дизайна НИУ ВШЭ.
Лауреат российской национальной театральной премии «Золотая маска». 
Лауреат London Design Biennale.

## Биография
Родился 7 марта 1976 года в Москве в семье художников. Учился в МСХШ (Московский академический художественный лицей им. Н. В. Томского, отделение скульптуры), в Академии живописи Гуманитарного университета Н. Нестеровой. С 1992 по 1996 учился и работал в Мастерской индивидуальной режиссуры Бориса Юхананова на театральном проекте «Сад». В 1990 вместе с А. Сильвестровым, Д. Троицким, М. Игнатьевым основал художественную группу «Му-зей» (1990—1994). В составе группы осуществил более двадцати акций, перформансов и экспозиций. C 1997 года работает как графический, архитектурный и теле-дизайнер: на его счету проекты для дизайн-группы Multipass, холдинга СТС Медиа (2004—2012), а также руководство службой дизайна телеканалов Россия (2009) и МУЗ-ТВ (2010—2011). В 2012 году совместно с А. Н. Саньковой стал соорганизатором Московского музея дизайна (Moscow Design Museum).
- С 2000 — член Московского Союза художников (с 2010 — заместитель председателя секции плаката)[11].
- C 2004 — арт-директор киноклуба Сине Фантом
- С 2011 — арт-директор Московского музея дизайна
- С 2014 — арт-директор Электротеатра Станиславский, Москва
- С 2022 — Преподаватель и куратор в Школе дизайна НИУ ВШЭ[6]

### Семья
Отец — Мирон Владимирович Лукьянов, художник-график, плакатист. Мать — Рябинина Кира Юрьевна, скульптор. Сестра — Екатерина Мироновна Лукьянова, художник-график. Супруга — Кадикова Ирина Фанисовна, заведующая лабораторией физико-химических исследований ГОСНИИР (Государственный научно-исследовательский институт реставрации).

## Награды
Участник и лауреат многих российских и международных выставок, конкурсов и фестивалей, в том числе:
- 2005 — Серебряный приз фестиваля PROMAX в Лондоне за ID-ролики телеканала «Домашний»
- 2005 — Лауреат первой премии OSPAAAL (Организация солидарности народов Азии, Африки и Латинской Америки) за плакат «Las Bombas No Matan El Hambre (F. Castro)»
- 2011 — Номинант Государственной премии в области современного искусства «Инновация» в номинации «Теория, критика и искусствознание» (в составе Сине Фантом)
- 2012 — Номинант премии Outdoor media «Постер года 2011»
- 2016 — Номинант российской национальной театральной премии «Золотая маска» за оперный сериал «Сверлийцы» (Электротеатр Станиславский). Номинация — работа художника в музыкальном театре[17]
- 2016 — Лауреат London Design Biennale за Российскую экспозицию «Discovering Utopia. Lost Archives Of Soviet Design» (в составе Московского музея дизайна)[18]
- 2020 — Опера «Октавия. Трепанация» (Электротеатр Станиславский) удостоена гран-при I Московской Арт Премии
- 2021 — Лауреат российской национальной театральной премии «Золотая маска» за оперу «Октавия. Трепанация» (Электротеатр Станиславский). Номинация — работа художника в музыкальном театре

## Театральные и кино-постановки
- художник-постановщик
 полнометражной кинокартины «ВМаяковский» (2013—2016, режиссер А. Шейн)
- Автор видеосценографии к спектаклю «Синяя Птица» (2015, Электротеатр Станиславский, Москва)
- Автор видеосценографии к спектаклю «Стойкий принцип» (2015, Электротеатр Станиславский, Москва)
- Художник-постановщик оперного сериала «Сверлийцы» (2015, Электротеатр Станиславский, Москва)[19]
- Художник-постановщик оперы «Маниозис» (2016, Электротеатр Станиславский, Москва)[20]
- Художник-постановщик оперы «Октавия. Трепанация» (2017-2019, Электротеатр Станиславский, Holland Festival, Москва, Амстердам)
- Художник-постановщик полнометражной кинокартины «Медея» (2021, режиссер А. Зельдович)

## Проекты Московского музея дизайна
Автор экспозиционных проектов Московского музея дизайна:
- «Советский дизайн 1950—1980-х» (2012—2013, ЦВЗ «Манеж», Москва)[21][22];
- «Дизайн упаковки. Сделано в России» (2013, ЦВЗ «Манеж», Москва);
- «Новая роскошь: голландский дизайн в эпоху аскетизма» (2013—2014, ЦВЗ «Манеж», Москва);
- «Британский дизайн: От Уильяма Морриса до цифровой революции» (2014, ГМИИ им. А. С. Пушкина, Москва)[23];
- «Россия. Хлеб. Соль» (2015, Российский павильон на ЭКСПО 2015, Милан, Италия);
- «Rode Welvaart. Sovjet Design 1950—1980» (2015—2016, Kunsthal Rotterdam, Netherlands);
- «Discovering Utopia. Lost Archives of Soviet Design» (2016, LONDON DESIGN BIENNALE, Somerset house, London)[24];
- «Легенды датского дизайна» (ГМИИ им А. С. Пушкина, Москва)[25].